# Vardablur
Vardablur är en ort i Armenien.   Den ligger i provinsen Lori, i den nordvästra delen av landet, 90 kilometer norr om huvudstaden Jerevan. Vardablur ligger 1 318 meter över havet och antalet invånare är 1 297.
Terrängen runt Vardablur är kuperad. Runt Vardablur är det ganska tätbefolkat, med 96 invånare per kvadratkilometer.. Närmaste större samhälle är Vanadzor, 18,5 kilometer söder om Vardablur.
Trakten runt Vardablur består till största delen av jordbruksmark.